# Karipur
Karipur (também conhecido por Karippur) é uma localidade na taluca de Kondotty  do distrito de Malappuram de Kerala, no sul da Índia, a 25 quilómetros (16 milhas) da cidade de Malappuram. É mais conhecido como o local do Aeroporto Internacional de Karipur, servindo viajantes principalmente da região do Sul do Malabar. Fora isso, é um pequeno vilarejo que está sob a jurisdição do Município de Kondotty e Pallikkal gram panchayat.

## Transporte
A vila de Karipur conecta-se a outras partes da Índia através da cidade de Kondotty no oeste e da cidade de Nilambur no leste. A rodovia nacional nº66 passa por Pulikkal e o trecho norte conecta-se a Goa e Mumbai. O trecho ao sul conecta-se a Cochin e Trivandrum. A rodovia estadual nº28 começa em Nilambur e conecta-se a Ooty, Mysore e Bangalore pelas rodovias 12,29 e 181. O Aeroporto Internacional de Karipur está situado nesta vila. As principais estações ferroviárias mais próximas são em Feroke (18 km) e Parappanangadi (20 km).

## Escolas
- Ideal Higher Secondary School, Dharmagiri